# Sean Kanan
Sean Kanan (Cleveland (Ohio), 2 november 1966) is een Amerikaans acteur.

## Loopbaan
In 1989 speelde hij Mike Barnes in The Karate Kid Part III.
Van 1996 tot 2014 speelde hij A.J. Quartermaine in de soap General Hospital.
Van 2000 tot 2005 speelde hij de rol van Deacon Sharpe in The Bold and the Beautiful. Hij speelde de slechterik en had relaties met mensen van verschillende leeftijden: Bridget (16 jaar jonger), Brooke en Macy (enkele jaren ouder) en Jackie (een vrouw van in de 50). In 2012 keerde hij in de serie terug.
Verder vertolkte hij langdurig een rol in The Young and the Restless (2009-2012).

## Dansen
- In 2006 nam hij deel aan de Italiaanse televisieserie Ballando con le Stelle (Dancing with the Stars).

- Biblioteca Nacional de España: XX4785878
- Bibliothèque nationale de France: cb14192133g (data)
- International Standard Name Identifier: 0000 0001 1574 7076
- Library of Congress Control Number: no2011035449
- Virtual International Authority File: 74062202
- WorldCat: E39PBJqKfWJrJbFmXgdyPkYQMP